# Station Bourgoin-Jallieu
Station Bourgoin-Jallieu is een spoorwegstation in de Franse gemeente Bourgoin-Jallieu.